# Austenhornvogel
Der Austenhornvogel (Anorrhinus austeni) ist eine asiatische Vogelart, die zu den Nashornvögeln (Bucerotidae) gehört. Die Art ist monotypisch, dem Tickellhornvogel, der einst als eine Unterart des Austenhornvogels galt, wird heute ein eigener Artstatus zugebilligt.
Wie alle Nashornvögel ist auch der Austenhornvogel ein Höhlenbrüter. Das Weibchen mauert sich für die Dauer der Brutzeit in einer Baumhöhle ein und lässt nur einen schmalen Spalt offen. Das Männchen versorgt durch diesen Spalt sie und später die Jungvögel mit Nahrung. Zu den Besonderheiten des Austenhornvogels gehört es, dass er seinen Nachwuchs mit Helfern großzieht. Das Männchen wird bei der Versorgung von Weibchen und Jungvögel von anderen Männchen unterstützt.
Die Bestandssituation des Austenhornvogels wird von der IUCN mit potentiell bedroht (near threatened) eingestuft.

## Merkmale
Der Austenhornvogel erreicht eine Körperlänge von 60 bis 65 Zentimetern. Auf den Schwanz entfallen dabei bei den Männchen durchschnittlich 29,5 Zentimeter und bei den Weibchen 26,5 Zentimeter. Der Schnabel misst bei den Männchen 11,2 bis 13,5 Zentimeter. Der Schnabel der Weibchen ist kleiner und misst zwischen 10,5 und 11,7 Zentimeter.

### Erscheinungsbild der Männchen
Das Männchen ist auf der Körperoberseite dunkelbraun. Die Körperunterseite ist rötlich braun, lediglich die Wangen und die Kehle sind weiß. Die Schwingen sind dunkelbraun, die Armschwingen haben dabei weiße Spitze und weiße Flecken auf den Außenfahnen. Der Schwanz ist dunkelbraun. Bis auf das mittlere Paar haben alle Schwanzfedern weiße Spitzen. Der Schnabel und der niedrige Schnabelfirst sind elfenbeinweiß mit einer orangen Tönung an der Schnabelbasis. Die unbefiederte Haut um die Augen sowie der nackte Kehlfleck sind hellblau bis leuchtend blau. Die Augen sind braun, die Beine und die Füße sind matt grünlich-braun.

### Erscheinungsbild der Weibchen und Jungvögel
Der Geschlechtsdimorphismus ist nicht sehr ausgeprägt. Die Weibchen entsprechen dem Männchen in der Gefiederfärbung. Sie sind jedoch etwas kleiner. Die Wangen, die Kehle und die Körperunterseite ist graubraun. Die unbefiederte Gesichtshaut ist rosa mit einer gelben Tönung unterhalb des Auges.
Jungvögel sind zunächst wie die ausgewachsenen Männchen gefärbt, die Körperunterseite ist jedoch blasser und der Hals, die Flügeldecken und die Schwingen haben breite blassbraune Federspitzen. Der Schnabel ist blassgelb bis hornfarben. Die ungefiederte Haut im Gesicht ist gelblich. Die Augen sind graubraun, die Beine und Füße braun.
Weibliche Jungvögel mausern im Alter von einem Jahr in das Gefieder der adulten Weibchen. Der Schnabel ist dann gelblich-elfenbeinfarben mit einem grünlichen Schimmer an der Schnabelbasis.

## Verbreitungsgebiet und Lebensraum
Der Austenhornvogel kommt im äußersten Nordosten Indiens sowie Myanmar, in der chinesischen Provinz Yunnan, in Thailand, Vietnam und Laos vor.
Der Austenhornvogel kommt bevorzugt in dichten immergrünen Regenwäldern von der Tiefebene bis in Höhenlagen bis zu 1500 Metern vor. Er ist dagegen in Hartlaubwäldern selten.

## Lebensweise
Der Austenhornvogel ist ein territorialer Vogel, der entweder als Paar oder als ein Trupp bestehend aus fünf bis 15 Individuen ein Revier verteidigt. Individuen eines Trupps halten miteinander durch laute Rufe oder – beim Fressen – durch leise Gackerlaute miteinander Kontakt. Häufig ist er in der Nähe von Orienthornvögeln oder anderen fruchtfressenden Vögeln in der Spitze von Baumkronen zu sehen. Grundsätzlich ist sein Verhalten ruhelos: Er wechselt ständig von einem Ast zu einem anderen oder fliegt einen anderen Baum an. Auf den Erdboden kommt der Austenhornvogel nur selten.
Der Austenhornvogel ist wie alle Nashornvögel omnivor. Pflanzliche Kost und tierisches Protein spielen in seiner Ernährung eine ähnliche Rolle. Von der pflanzlichen Kost entfallen etwa 22 Prozent auf Wildfeigen. Insgesamt frisst er die Früchte von 32 Pflanzenarten aus 15 verschiedenen Familien. Gefressen werden unter anderem die Früchte von Ölweiden, Elaeocarpus, Cinnamomum, Litsea, Aglaia, Oplopanax und Kirschmyrten. Zu den Tieren, die er frisst, zählen Fledermäuse, Reptilien, Muscheln und diverse Gliederfüßer. Dazu kommen Jungvögel und Eier verschiedener Vogelarten wie beispielsweise Tauben und Bülbüls.

## Fortpflanzung
Austenhornvögel sind monogam. Bei 22 näher untersuchten Brutpaaren hatten 18 Paare Unterstützung von einem bis 5 helfenden anderen Nashornvögeln. In allen Fällen handelte es sich um Männchen unterschiedlichen Alters. Grundsätzlich schlüpfen aus Bruthöhlen, bei denen das brütende Paar Unterstützung durch mehrere Helfer erhält, mehr Jungvögel als dies bei Bruthöhlen ohne oder mit nur wenigen Bruthelfern der Fall war. Der größere Bruterfolg ist nicht unbedingt auf mehr Futter zurückzuführen, das zur Nisthöhle gebracht wird, sondern auf eine erfolgreichere Verteidigung gegenüber Nistkonkurrenten und Prädatoren.
Die Brutzeit wird auf insgesamt 92 Tage geschätzt. Davon entfallen 30 Tage auf die Bebrütung der Eier und 62 Tage auf die Nestlingszeit. Das Gelege umfasst 2 bis 3 Eier. Größere Gelege kommen vor, sind aber selten. Genutzt werden Baumhöhlen. Dabei handelt es sich gewöhnlich um natürliche Baumhöhlen. Austenhornvögel nutzen aber gelegentlich aber auch vom Puderspecht gezimmerte Baumhöhlen. Baumhöhlen werden über mehrere Jahre genutzt und energisch gegenüber anderen Nashornvogelarten und Artgenossen verteidigt. Einzelne Baumhöhlen wurden aber auch von Austenhornvogel, dem Furchenhornvogel und dem Orienthornvogel im Wechsel genutzt.

## Einzelbelege
1. 1 2   Kemp: The Hornbills - Bucerotiformes. S. 101.
2. 1 2 3 4 5  Kemp: The Hornbills - Bucerotiformes. S. 103.
3. ↑  Anorrhinus austeni in der Roten Liste gefährdeter Arten der IUCN 2016.1. Eingestellt von: BirdLife International, 2016. Abgerufen am 25. Dezember 2016.
4. ↑   Kemp: The Hornbills - Bucerotiformes. S. 102.
5. 1 2   Kemp: The Hornbills - Bucerotiformes. S. 104.